# Condado de Finney
El condado de Finney (en inglés: Finney County) es un condado en el estado estadounidense de Kansas. En el censo de 2000 el condado tenía una población de 40.523 habitantes. Forma parte del área micropolitana de Garden City. La sede de condado es Garden City. El condado fue formado el 22 de febrero de 1883 a partir de la fusión de los condados de Buffalo y Sequoyah. El nuevo condado fue nombrado en honor a David Wesley Finney, quien era Vicegobernador de Kansas en ese entonces.

## Geografía
Según la Oficina del Censo, el condado tiene un área total de (3.374 km² (1.303 sq mi), de la cual 3.372 km² (1.302 sq mi) es tierra y 2 km² (1 sq mi) (0,06%) es agua.

### Condados adyacentes
- Condado de Scott (norte)
- Condado de Lane (norte)
- Condado de Ness (noreste)
- Condado de Hodgeman (este)
- Condado de Haskell (sur)
- Condado de Gray (sur)
- Condado de Grant (suroeste)
- Condado de Kearny (oeste)

## Demografía
En el  censo de 2000, hubo 40.523 personas, 12.948 hogares y 9.749 familias residiendo en el condado. La densidad poblacional era de 31  personas por milla cuadrada (12/km²). En el 2000 había 13.763 unidades habitacionales en una densidad de 11 por milla cuadrada (4/km²). La demografía del condado era de 69,05% blancos, 1,25% afroamericanos, 0,96% amerindios, 2,87% asiáticos, 0,08% isleños del Pacífico, 22,99% de otras razas y 2,80% de dos o más razas. 43,30% de la población era de origen hispano o latino de cualquier raza. 
La renta promedio para un hogar del condado era de $38.474 y el ingreso promedio para una familia era de $42.839. En 2000 los hombres tenían un ingreso medio de $29.948 versus $21.510 para las mujeres. La renta per cápita para el condado era de $15.377 y el 14,20% de la población estaba bajo el umbral de pobreza nacional.

## Ciudades y pueblos
- Friend
- Garden City
- Holcomb
- Pierceville